# Waasmeer
Het Waasmeer of Wasemeer was een veenmeertje of meerstal in het Zuidelijk Westerkwartier in de provincie Groningen op de grens met Friesland. Het wordt afgebeeld op de provinciekaart van Theodorus Beckeringh uit 1781. In de 19e eeuw was het meertje droog gelegd. Het Groningse deel was ruim 11 hectare groot.

## Naam
De naam zou, net als bij het Waskemeer, verwijzen naar het gebruik om schapen is het water de wassen. De korte en lange a liggen qua klank in het Gronings dialect dichter bij elkaar dan in het Nederlands.